# Charles Metcalfe
Charles Theophilus Metcalfe, 1.er barón Metcalfe (30 de enero de 1785-5 de septiembre de 1846), fue Gobernador General y Virrey de la India, Gobernador General de Canadá y Gobernador de Jamaica.

## Biografía

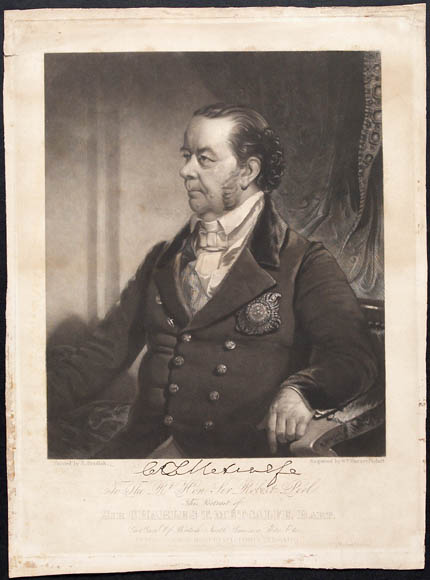
Charles Metcalfe

Metcalfe nació el 30 de enero de 1785 en Calcuta, hijo de Thomas Theophilus Metcalfe, 1.er Baronet, por aquel entonces oficial del ejército de Bengala, y que llegaría ser director de la Compañía Británica de las Indias Orientales.
Fue educado en Eton, y en 1800 partió hacia la India como secretario al servicio de la Compañía. Tras estudiar lenguas orientales en Fort William, a los diecinueve años fue nombrado asistente político del general Lake, 1.er vizconde Lake, quien estaba dirigiendo la campaña final en la Segunda Guerra Anglo-Maratha.
En 1808 fue seleccionado por Lord Minto como enviado en la corte de Ranjit Singh en Lahore; allí, el 25 de abril de 1809, consiguió la firma del tratado para la independencia de los estados Sikh, entre los Sutlej y los Yamuna. Cuatro años después, se trasladó a Delhi, y en 1819 recibió de manos de Lord Hastings el encargo de ocupar el puesto de secretario en el departamento de política. Entre 1820 y 1825 Metcalfe (quien sucedió a su hermano en la dignidad de baronet en 1822) residió en la corte del nizam, teniendo que volver después a su antiguo cargo en Delhi.
En 1827, obtuvo un asiento en el consejo supremo, y en marzo de 1835, después de haber actuado como el primer gobernador de la provincia de Agra, sustituyó provisionalmente a William Bentinck como gobernador general. Durante su breve estancia en el cargo (apenas un año) llevó adelante importantes reformas, incluyendo la libertad de prensa, la cual complicó sus relaciones con los directores en Inglaterra de tal manera, que dimitió de sus cargos en la Compañía en 1838.
Al año siguiente, la administración Melbourne le nombró Gobernador de Jamaica, donde tuvo que lidiar con las dificultades creadas por la recientemente aprobada Acta de Emancipación. El éxito de Metcalfe al tratar este asunto, sin embargo provocó un golpe a su salud que le obligó a abandonar el cargo y volver a Inglaterra en 1842.
Seis meses después, el primer ministro Robert Peel le nombró gobernador general de la provincia de Canadá y teniente gobernador del Alto Canadá y de Canadá Este entre 1843 y 1845. Durante su mandato, a pesar de sufrir un cáncer, luchó por preservar las prerrogativas de la Corona y el control del gobernador son la administración local.
Metcalfe volvió a Inglaterra en 1845, muriendo en Malshanger (Oakley), en el condado de Hampshire, el 5 de septiembre de 1846.